# بوریس شاه‌مرادف
بوریس شاه‌مرادف (انگلیسی: Boris Şyhmyradow؛ زادهٔ ۲۵ مه ۱۹۴۹) سیاست‌مدار ارمنی‌تبار اهل ترکمنستان است که از سال ۱۹۹۵ تا ۲۰۰۰ سمت وزیر امورخارجه ترکمنستان را برعهده داشت. وی پیشتر سفیر ترکمنستان در چین بود.

## زندگی‌نامه
وی در ۲۵ مهٔ ۱۹۴۹ در عشق‌آباد از پدری ترکمن و مادری ارمنی به دنیا آمد و از دانشگاه دولتی مسکو فارغ‌التحصیل شد. 